# Marcheseuil
Marcheseuil est une commune française située dans le canton d'Arnay-le-Duc du département de la Côte-d'Or, en région Bourgogne-Franche-Comté.

## Géographie

### Description

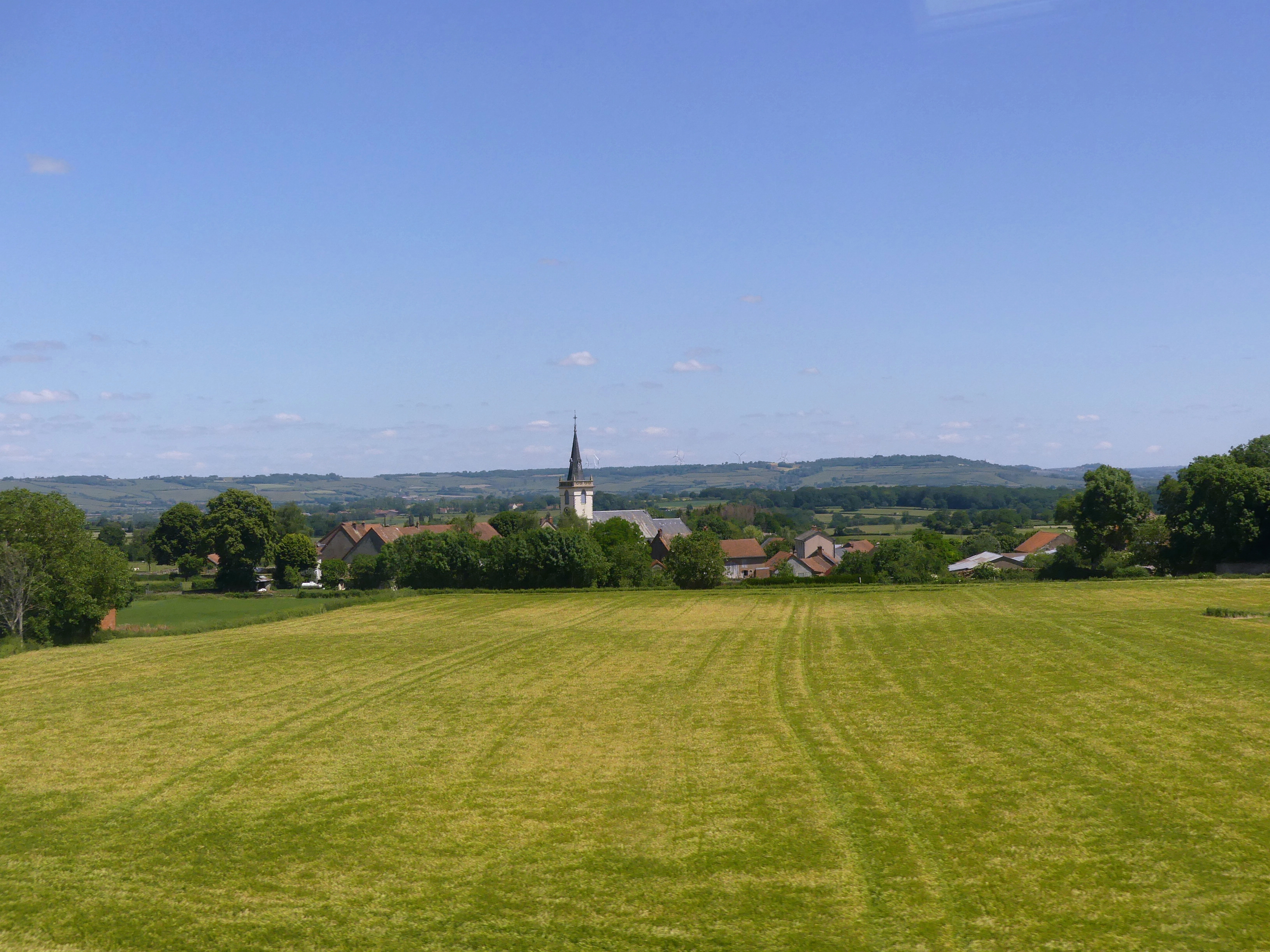
Marcheseuil vue de la LGV Sud-Est.

Le territoire communal est traversé du nord au sud par la LGV Sud-Est.

### Hydrographie
Le territoire communal est drainé par plusieurs ruisseaux, dont le principal est la Suze, qui passe aux hameaux de La rivière et de Suze.
La Suze est un affluent de l'Arroux, et donc un sous-affluent du fleuve la Loire.

### Climat
Pour des articles plus généraux, voir Climat de la Bourgogne-Franche-Comté et Climat de la Côte-d'Or.
En 2010, le climat de la commune est de type climat océanique dégradé des plaines du Centre et du Nord, selon une étude du Centre national de la recherche scientifique s'appuyant sur une série de données couvrant la période 1971-2000. En 2020, Météo-France publie une typologie des climats de la France métropolitaine dans laquelle la commune est exposée à un climat océanique altéré et est dans la région climatique Lorraine, plateau de Langres, Morvan, caractérisée par un hiver rude (1,5 °C), des vents modérés et des brouillards fréquents en automne et hiver.
Pour la période 1971-2000, la température annuelle moyenne est de 10,8 °C, avec une amplitude thermique annuelle de 17,2 °C. Le cumul annuel moyen de précipitations est de 811 mm, avec 11,8 jours de précipitations en janvier et 7,9 jours en juillet. Pour la période 1991-2020, la température moyenne annuelle observée sur la station météorologique de Météo-France la plus proche, « Arnay_sapc », sur la commune de Saint-Prix-lès-Arnay à 12 km à vol d'oiseau, est de 10,5 °C et le cumul annuel moyen de précipitations est de 799,9 mm,. Pour l'avenir, les paramètres climatiques de la commune estimés pour 2050 selon différents scénarios d'émission de gaz à effet de serre sont consultables sur un site dédié publié par Météo-France en novembre 2022.

## Urbanisme

### Typologie
Au 1er janvier 2024, Marcheseuil est catégorisée commune rurale à habitat très dispersé, selon la nouvelle grille communale de densité à 7 niveaux définie par l'Insee en 2022.
Elle est située hors unité urbaine et hors attraction des villes,.

### Occupation des sols
L'occupation des sols de la commune, telle qu'elle ressort de la base de données européenne d’occupation biophysique des sols Corine Land Cover (CLC), est marquée par l'importance des territoires agricoles (77,2 % en 2018), une proportion identique à celle de 1990 (77,2 %). La répartition détaillée en 2018 est la suivante : prairies (63 %), forêts (22,8 %), terres arables (7,3 %), zones agricoles hétérogènes (6,9 %). L'évolution de l’occupation des sols de la commune et de ses infrastructures peut être observée sur les différentes représentations cartographiques du territoire : la carte de Cassini (XVIIIe siècle), la carte d'état-major (1820-1866) et les cartes ou photos aériennes de l'IGN pour la période actuelle (1950 à aujourd'hui).

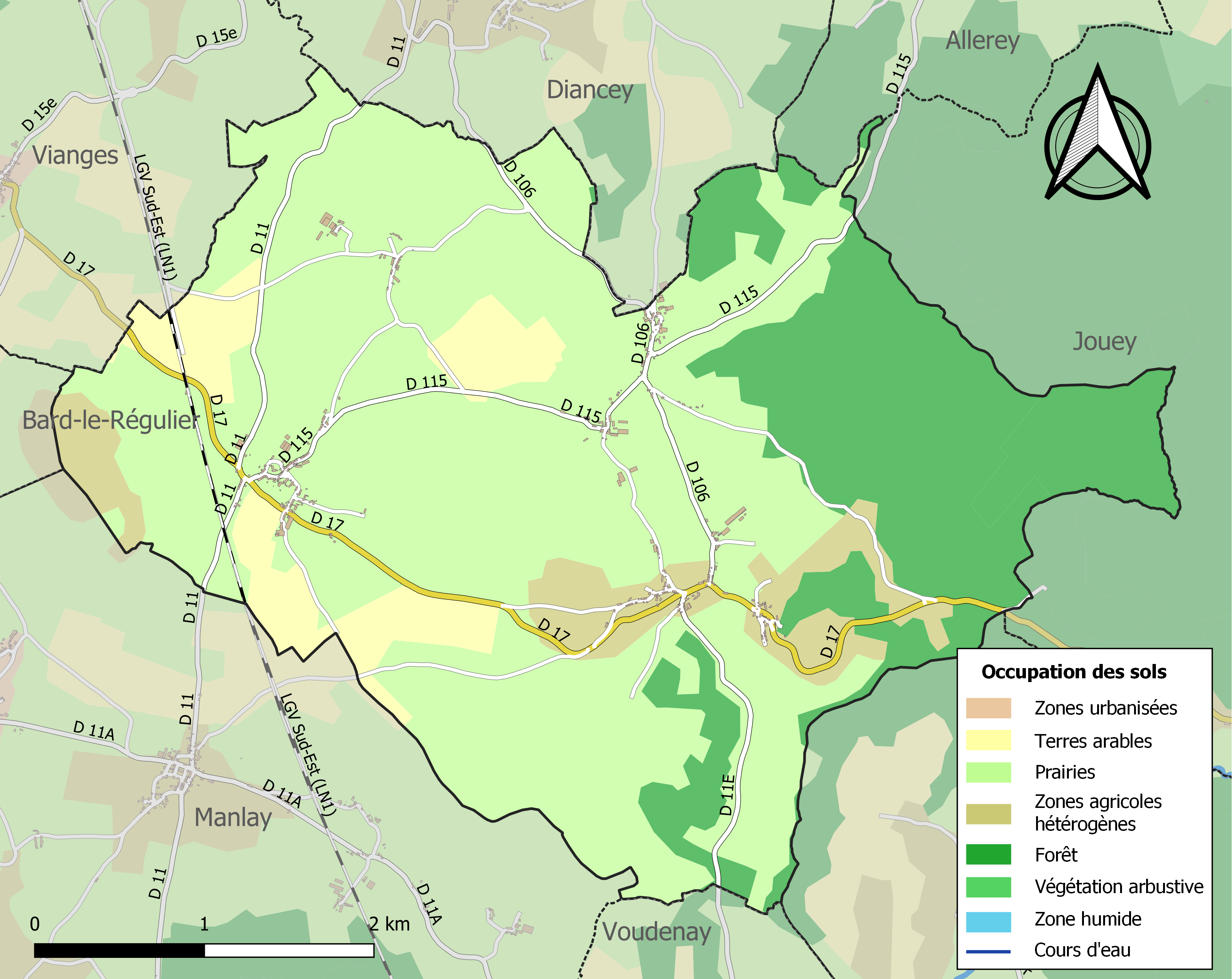
Carte des infrastructures et de l'occupation des sols de la commune en 2018 (CLC).

### Lieux-dits, hameaux et écarts
Le village de Marcheseuil est le chef-lieu de la commune qui comprend également les hameaux de Suze, de la Rivière et des Bordes.

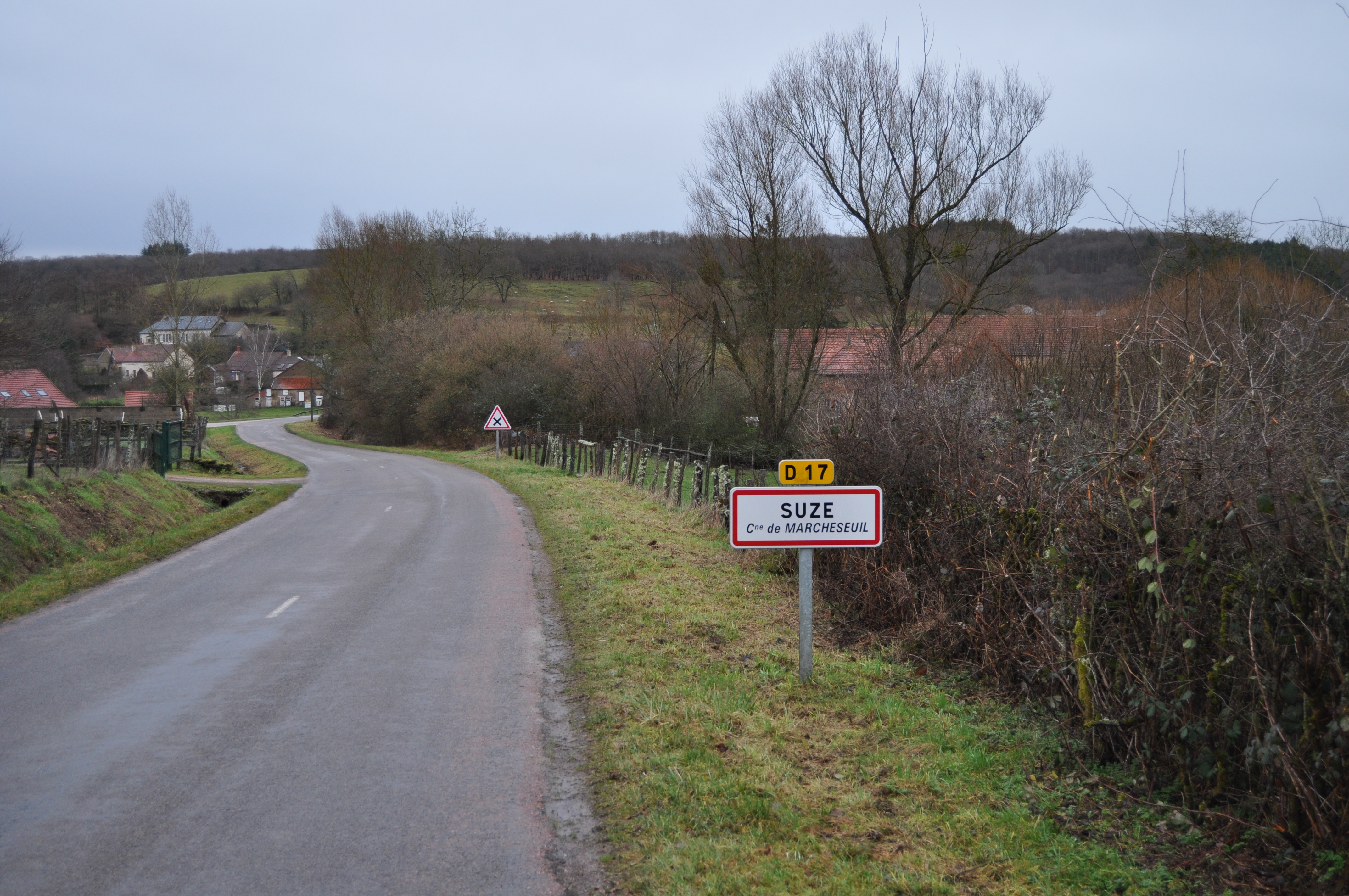
Entrée de Suze.

### Habitat et logement
En 2018, le nombre total de logements dans la commune était de 146, alors qu'il était de 141 en 2013 et de 136 en 2008.
Parmi ces logements, 58,3 % étaient des résidences principales, 29,5 % des résidences secondaires et 12,2 % des logements vacants. Ces logements étaient pour 97,9 % d'entre eux des maisons individuelles et pour 0 % des appartements.
Le tableau ci-dessous présente la typologie des logements à Marcheseuil en 2018 en comparaison avec celle de la Côte-d'Or et de la France entière. Une caractéristique marquante du parc de logements est ainsi une proportion de résidences secondaires et logements occasionnels (29,5 %) très  supérieure à celle du département (5,6 %) et à celle de la France entière (9,7 %). Concernant le statut d'occupation de ces logements, 87,2 % des habitants de la commune sont propriétaires de leur logement (87,3 % en 2013), contre 59,9 % pour la Côte-d'Or et 57,5 % pour la France entière.
| Typologie                                               | Marcheseuil | Côte-d'Or | France entière |
| ------------------------------------------------------- | ----------- | --------- | -------------- |
| Résidences principales (en %)                           | 58,3        | 86        | 82,1           |
| Résidences secondaires et logements occasionnels (en %) | 29,5        | 5,6       | 9,7            |
| Logements vacants (en %)                                | 12,2        | 8,4       | 8,2            |

## Politique et administration

### Rattachements administratifs et électoraux

#### Rattachements administratifs
La commune se trouve  dans l'arrondissement de Beaune du département de la Côte-d'Or.
Après avoir été de 1793 à 1801 un chef-lieu de canton, Elle faisait partie  du canton de Liernais. Dans le cadre du redécoupage cantonal de 2014 en France, cette circonscription administrative territoriale a disparu, et le canton n'est plus qu'une circonscription électorale.

#### Rattachements électoraux
Pour les élections départementales, la commune fait partie depuis 2014 du canton d'Arnay-le-Duc.
Pour l'élection des députés, elle fait partie de la cinquième circonscription de la Côte-d'Or.

### Intercommunalité
Marcheseuil était membre de la communauté de communes de Liernais, un établissement public de coopération intercommunale (EPCI) à fiscalité propre créé fin 2002 et auquel la commune avait transféré un certain nombre de ses compétences, dans les conditions déterminées par le code général des collectivités territoriales.
Dans le cadre des dispositions de la loi portant nouvelle organisation territoriale de la République du 7 août 2015, qui prévoit que les établissements publics de coopération intercommunale (EPCI) à fiscalité propre doivent avoir un minimum de 15 000 habitants, cette intercommunalité a fusionné avec sa voisine pour former, le 1er janvier 2017, la communauté de communes du Pays d'Arnay Liernais, dont est désormais membre la commune.

### Liste des maires
| Période                                  | Période                        | Identité           | Étiquette | Qualité                                               |
| ---------------------------------------- | ------------------------------ | ------------------ | --------- | ----------------------------------------------------- |
| Les données manquantes sont à compléter. |                                |                    |           |                                                       |
| mars 2001                                | mai 2020                       | Anne-Marie Jeannin |           |                                                       |
| mai 2020,                                | 2022                           | M. Claude Leguy    |           | Responsable de bureau d’études chez Gewiss à Liernais |
| octobre 2022                             | En cours (au 16 décembre 2022) | Francis Guyot      |           | Agriculteur                                           |

## Démographie
L'évolution du nombre d'habitants est connue à travers les recensements de la population effectués dans la commune depuis 1793. Pour les communes de moins de 10 000 habitants, une enquête de recensement portant sur toute la population est réalisée tous les cinq ans, les populations de référence des années intermédiaires étant quant à elles estimées par interpolation ou extrapolation. Pour la commune, le premier recensement exhaustif entrant dans le cadre du nouveau dispositif a été réalisé en 2004.

En 2022, la commune comptait 151 habitants, en évolution de −1,95 % par rapport à 2016 (Côte-d'Or : +0,82 %, France hors Mayotte : +2,11 %).
| 1793 | 1800 | 1806 | 1821 | 1831 | 1836 | 1841 | 1846 | 1851 |
| ---- | ---- | ---- | ---- | ---- | ---- | ---- | ---- | ---- |
| 561  | 592  | 640  | 724  | 618  | 655  | 658  | 636  | 609  |

| 1856 | 1861 | 1866 | 1872 | 1876 | 1881 | 1886 | 1891 | 1896 |
| ---- | ---- | ---- | ---- | ---- | ---- | ---- | ---- | ---- |
| 615  | 628  | 637  | 665  | 706  | 714  | 672  | 657  | 601  |

| 1901 | 1906 | 1911 | 1921 | 1926 | 1931 | 1936 | 1946 | 1954 |
| ---- | ---- | ---- | ---- | ---- | ---- | ---- | ---- | ---- |
| 562  | 536  | 505  | 413  | 392  | 389  | 383  | 328  | 291  |

| 1962 | 1968 | 1975 | 1982 | 1990 | 1999 | 2004 | 2006 | 2009 |
| ---- | ---- | ---- | ---- | ---- | ---- | ---- | ---- | ---- |
| 264  | 226  | 204  | 181  | 160  | 156  | 144  | 137  | 171  |

| 2014 | 2019 | 2022 | - | - | - | - | - | - |
| ---- | ---- | ---- | - | - | - | - | - | - |
| 155  | 160  | 151  | - | - | - | - | - | - |

## Culture locale et patrimoine

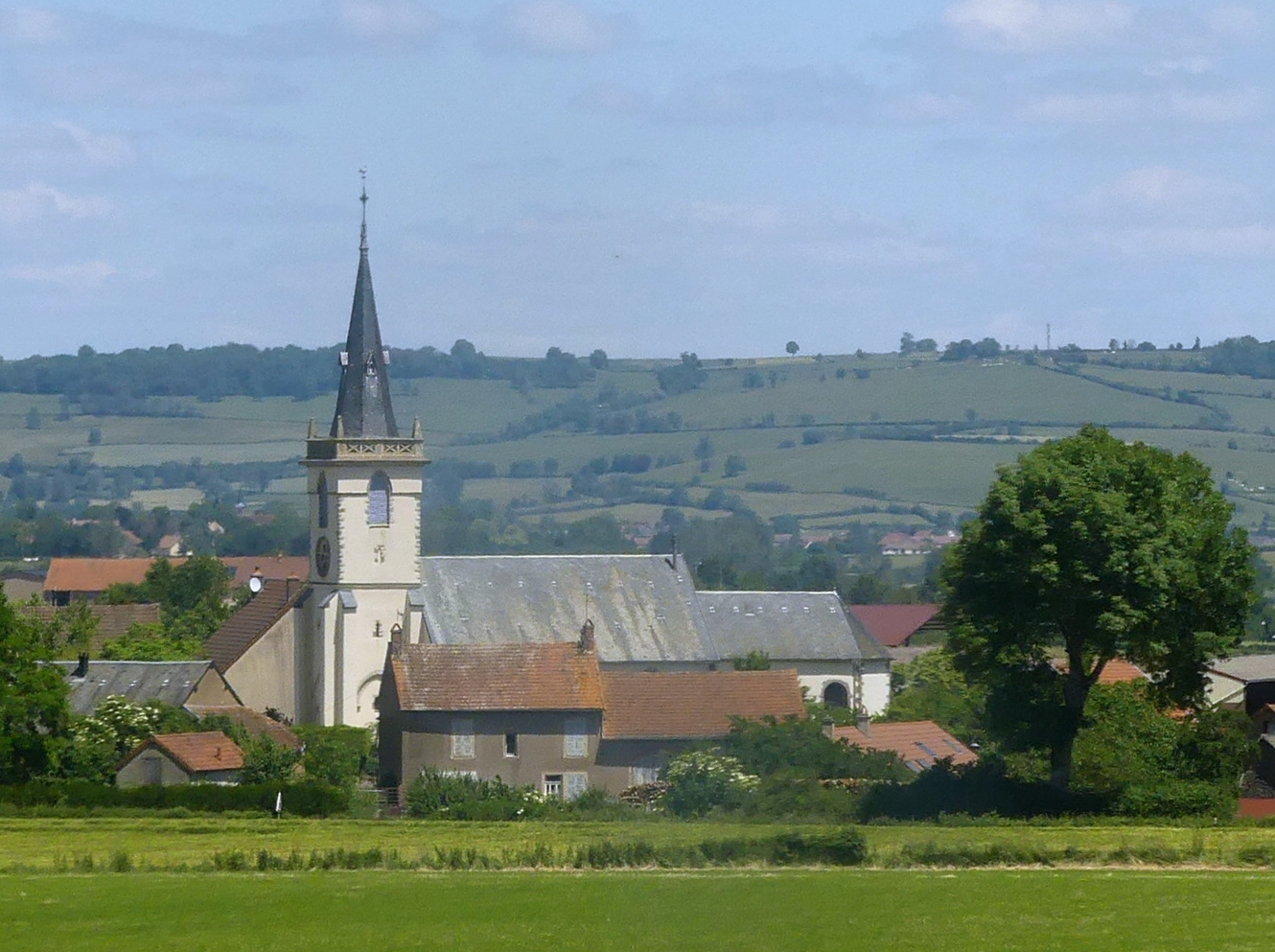
L'église Saint-Marcel en juin 2019.

### Lieux et monuments
- Église Saint-Marcel.

### Personnalités liées à la commune
- Jean Nicolas de Monard (1750-1831), général de la Révolution et de l'Empire, fut maire de Marcheseuil.

### Héraldique
| Blason de Marcheseuil | Blason  | Parti : au 1er de gueules à un dragon d'or, au 2e d'argent à un chêne coupé au naturel et englanté d'or, au chef bandé d'or et d'azur et à la bordure de gueules. |
| Blason de Marcheseuil | Détails | Le statut officiel du blason reste à déterminer. |